# Erich Römer
Erich Römer, född 2 juni 1894 i Berlin, död 26 mars 1987 i Berlin, var en tysk ishockeyspelare.
Römer blev olympisk bronsmedaljör i ishockey vid vinterspelen 1932 i Lake Placid.